# Voglita
La voglita es un mineral carbonato de uranilo de la clase de los minerales carbonatos y nitratos. Fue descubierta en 1853 en la mina Elias cerca de la localidad de Joachimstal en la región de Karlovy Vary (República Checa), siendo nombrada así en honor de Josef Florian Vogl, mineralólogo austriaco que descubrió este mineral.

## Características químicas
Es un carbonato hidratado de calcio y cobre con aniones adicionales de óxido de uranio, que cristaliza en el sistema cristalino monoclínico.

## Formación y yacimientos
Es un mineral raro que se forma como producto de la oxidación por alteración de la uraninita, en yacimientos de minerales del uranio. Ha sido encontrado en su localidad tipo de la República Chaca así como en minas de Utah y Arizona (Estados Unidos). Suele encontrarse asociado a otros minerales como: liebigita, cuprosklodowskita, rösslerita, brassita, zellerita o uraninita.

## Usos
Se usa como mena del estratégico mineral de uranio, extraído junto con otros minerales del uranio.